# かごとき
『かごとき』は、2016年10月3日から2019年3月21日まで鹿児島放送で毎週月曜 - 木曜の昼前に放送されていた鹿児島県向けのローカル情報番組。ここでは前身番組である「たま5ちゃん」（たまごちゃん）、「ひる前!ときめきTV」（ひるまえ!ときめきテレビ）、「かごしま ときめきTV」（かごしま ときめきテレビ）についても記述する。

## 概要

### たま5ちゃん
開始前は1分間のスポットCMであるいきいきコミュニケーション（イベント情報スポット）やみみよりウィークリー（企業からのお知らせ）などが月曜から木曜の午前中を中心に放送されていたが、この要素を情報番組にした「たま5ちゃん」の放送を2013年10月7日から開始、バーチャルスタジオからフリーアナウンサーの遠藤陽子がニュースの予告、天気予報、インフォマーシャルなどを生放送で伝えていた（バーチャルスタジオの利用はこの番組のみ）。
なお後続の『ワイド!スクランブル・第1部』（テレビ朝日制作、当時は11:25からローカル枠を除きフルネット）とステブレレスで放送されていた。

### ひる前!ときめきTV
2014年4月1日からは放送時間を30分に拡大した「ひる前!ときめきTV」がスタート、この番組からスタジオが従来のバーチャルスタジオからKKB1階のロビーからの放送に変更。 ここから福田大二朗、有賀真姫、田中早苗の3人がレギュラーに加わった。
たま5ちゃんと同じく、『ワイド!スクランブル・第1部』（11:30飛び乗り）とステブレレスで放送。

### かごしま ときめきTV
2014年9月29日開始。『ワイド!スクランブル・第1部』の飛び乗りポイントが11:45（ANNニュースの開始時間）に一本化されたため、11:45までに拡大。従来番組冒頭にあった2分間のステブレが本編終了後に移動、11:00ちょうどからのスタートになる。
ソラをライブ開始。新聞の番組表では文字数の都合上「かごとき」、EPGでは「鹿児島ときめきTV」と表記される。
当番組の放送日に限り当番組内で11:30から県内ニュース（従来はワイド!スクランブル内で放送）を10分程度放送
オープニングアニメーションがテロップアニメからCG制作に変更された。
「ひる前!ときめきTV」と当番組ではDEPAPEPEの「START」を番組のテーマ曲に使用していた。

### かごとき
2016年10月3日開始。以前より『かごしま ときめきTV』の略称として使用していた「かごとき」を正式な番組名に昇格させ、従来より放送時間を30分繰り上げる。
「かごとき」MCに就任するよし俣とよしげは、鹿児島放送での初レギュラー番組となる。番組のテーマ曲を、よし俣の兄である吉俣良が担当する。
2017年度以降は祝日に編成されていた『アサデス。九州・山口増刊号』のネット受けを行わず、当番組の拡大版を放送している（初期は9:55・2017年度途中以降は10:00開始）。
2019年3月21日をもって放送終了（最終回は祝日のため10:00からの拡大版）、後番組は『ですです。』となり週4日の帯番組から週1回の放送へと移行する予定。

## 出演者
太字で記載の人物は鹿児島放送アナウンサー
| 番組名                                                | メインキャスター （月曜・火曜） | メインキャスター （水曜・木曜） | レポーター        |
| ----------------------------------------------------- | ------------------------------- | ------------------------------- | ----------------- |
| たま5ちゃん                                           | 遠藤陽子                        | 遠藤陽子                        | （不在）          |
| ひる前!ときめきTV                                     | 福田大二朗 有賀真姫             | 田中早苗 遠藤陽子               | （不在）          |
| かごしま ときめきTV （2014年9月29日 - 2015年3月31日） | 立川拳太 有賀真姫               | 立川拳太 田中早苗               | 遠藤陽子          |
| かごしま ときめきTV （2015年4月1日 - 2016年9月29日）  | 立川拳太 中西可奈               | 立川拳太 中西可奈               | 遠藤陽子 有賀真姫 |
| かごとき （2016年10月3日 - 2019年3月21日）            | よし俣とよしげ 山下智子         | よし俣とよしげ 山下智子         | 下記を参照        |

### レポーター
かごとき初期以降
- 遠藤陽子
- 有賀真姫
- 立川拳太

2016年度途中以降
- ミッチ（ミッチェル・ステーブルトン） - 月曜日
- 池田佳代 - 火曜日
- こまモン（小松清徳） - 水曜日
- 児玉瑞季 - 不定期

2017年度以降
- 平手志歩
- 中野リキ
- リ ジュンギョン
- 宮内ありさ

### スポーツコメンテーター
- 松原啓

## タイムテーブル

### かごしま ときめきTV
- 11:00 - オープニング・ソラをライブのお題発表
- 11:05 - 特集
- 11:30 - 県内ニュース
- 11:39 - イベント情報、エンディングトーク（エンディングにて直後に放送される『ANNニュース』と『徹子の部屋』の予告テロップが表示される）
- 11:41 - 放送終了

### かごとき
- 10:30 - オープニングトーク
- 10:33頃 - オープニングCG
- 10:35頃 - 特集
- 11:00頃 - 県内ニュース（ニュース終盤にはニューススタジオとのクロストークを行う）
- 11:39頃 - イベント情報、エンディングトーク
- 11:41 - 放送終了

## コーナー
- 特集(知っトク→知っ得→かご得というタイトルで放送した時期あり) - ひる前!ときめきTV時代から放送、かごしまときめきTV時代からは長尺の企画を1本若しくは短い企画を2本放送している。
- 拳太の鹿児島の魅力発見 - 散歩企画。かごしま ときめきTV時代に放送。
- 遠藤陽子のときめき街角中継 - ひる前!ときめきTV時代から放送、鹿児島県内各地から遠藤陽子が中継。毎週月曜日に放送
- かごとき旬彩キッチン - VTR収録の料理コーナー、かつて同局の料理番組「えぷろんQ」で料理を紹介していた上薗芙美子が出演している。不定週水曜日に放送
- よし!俣たび - 2016年11月15日開始、ノープランで吉俣が県内各地を散歩。0歳から100歳までの合計101人と2ショットの写真を撮れば企画終了。

## エピソード
- 2013年10月14日 - 遠藤陽子の代理で木之下雅美が出演した。同局への出演は2015年時点でこれが唯一である。
- 2016年10月8日 - 鹿児島放送で行われたイベント「第3回 KKB夢応援フェスタ」の特別番組『かごときpresents 夢いっぱい大感謝祭!』を同日12:00 - 14:00に放送。総合司会はよし俣とよしげと山下智子が担当し、テーマソングやオープニングCGの一部も『かごとき』のものが一部流用された。